# 新疆受害者数据库
新疆受害者数据库（英語：Xinjiang Victims Database）是试图记录目前所有已知的被关押在中国新疆再教育营人员的数据库。它由俄裔美籍翻译斌吉恩建立。斌吉恩和几名同事于2018年9月开始编纂该数据库。
新疆受害者数据库记录了据信被关入再教育营人员的姓名和履历。数据库中的资料还包含被拘留者家人和朋友的证词。

## 概述
斌吉恩从2014年开始以學生及研究者身分在新疆學習維吾爾語言、文化、藝術，于2018年秋天开始建立数据库，后来被迫离开新疆，也被哈萨克斯坦政府停发签证。斌吉恩称，数据库建立的目的是为了“有一个地方”能保存被关入拘禁营或失踪者的详细信息。
新疆受害者数据库由群众募资支持，截至2021年4月已有超过千名捐款人。来自世界各地的十余名兼职人员、学者、资安人员、智库、十几名志工参与数据库维护。搜集的证词来自社群网站、媒体报道和各人权组织，也有受害人拍摄的影片。数据库网站上还汇集了中國政府流出的官方文件、網上的公開標案資料、官員發言等。2022年2月3日NPR报道，该数据库共记录了超过2400名在新疆被拘留或与父母分离的18岁以下孩童。

## 反应
2021年4月9日，新疆维自治区政府新闻发言人称，“新疆数据项目”“新疆受害者数据库”“维吾尔过渡期司法数据库”共涉及12050人，其中10708人为真，1342人为虚构。在10708人中，6962人正常生活，3244人因危安暴恐犯罪和其他刑事犯罪被判刑，238人因疾病等原因死亡，264人在中国境外。斌吉恩则回应指，「這就代表了我們做的事正在發揮作用，中國政府必須做各種不同的事來應對。」

## 争议
新疆受害者数据库于2023年1月6日发布一条推文，公布了一部分新疆警察名单及其照片，而其中出现了香港艺人刘德华和周润发的照片，甚至包含一张绘制的卡通图片。《观察者网》以此为理由称这份名单是蓄意捏造。这条推文虽然被关闭了评论，仍引起不少网友在转发中嘲讽。